# 金井新二
金井 新二（かない しんじ、1942年 - ）は、日本の宗教学者、東京大学名誉教授。北星学園大学名誉教授。

## 来歴
早稲田大学第一法学部、東京神学大学神学部卒業。東京大学大学院人文科学研究科博士課程満期退学、筑波大学講師、83年「「神の国」思想の現代的展開 -社会主義的・実践的キリスト教の根本構造」で筑波大文学博士。84年東大文学部助教授（宗教学）、91年教授、人文社会系研究科教授、2004年定年退官、名誉教授。北星学園大学文学部教授、2006年北星学園大学･同短期大学部学長。2012年退職。名誉教授。
専門分野は宗教現象学、キリスト教思想史。大学では主に宗教学・宗教史学を中心に教鞭をとった。日本宗教学会理事を務めるほか、宗教倫理学会研究プロジェクト、新宗連宗教法人研究会・拡大宗法研で講演を実施するなど、各地で活動を行っている。

## 著書

### 単著
- 『「神の国」思想の現代的展開―社会主義的・実践的キリスト教の根本構造』1982年　教文館
- ウェーバーの宗教理論 東京大学出版会, 1991.6.
- 『現代宗教への問い―宗教ブームからオウム真理教へ』1997年　教文館

### 共編著
- 『日本の宗教と政治―近現代130年の視座から』阪本是丸,中野毅、藤原正信,大原康男、百地章共著, 国学院大学日本文化研究所編 2001年　成文堂

## 翻訳
- 『異端の時代―現代における宗教の可能性』ピーター・L.バーガー 薗田稔共訳　1987年　新曜社
- 宗教社会学. 1-2 J.M.インガー ヨルダン社, 1989-94

## 門下生
- 塩尻和子 - 筑波大学教授・筑波大学理事
- 望月哲也 - 立正大学教授（学部時代のゼミ生）